# Live Oak (Teksas)
Live Oak – miasto w Stanach Zjednoczonych, w stanie Teksas, w hrabstwie Bexar, na przedmieściach San Antonio.

## Demografia
Według przeprowadzonego przez United States Census Bureau spisu powszechnego w 2010 miasto liczyło 13 131 mieszkańców, co oznacza wzrost o 43,4% w porównaniu do roku 2000. Natomiast skład etniczny w mieście wyglądał następująco: Biali 70,9%, Afroamerykanie 13,4%, Azjaci 3,6%, pozostali 12,1%. Kobiety stanowiły 52,2% populacji.